# Bình Quới, Châu Thành
Bình Quới là một xã cũ thuộc huyện Châu Thành, tỉnh Long An, Việt Nam.

## Địa lý
Xã Bình Quới có vị trí địa lý:
- Phía đông giáp huyện Tân Trụ qua sông Vàm Cỏ Tây
- Phía tây và tây nam giáp xã Hòa Phú
- Phía nam giáp các xã Vĩnh Công và Phú Ngãi Trị
- Phía bắc giáp huyện Tân Trụ và thành phố Tân An.

Xã có diện tích 7,09 km², dân số năm 1999 là 5.928 người, mật độ dân số đạt 836 người/km².

## Hành chính
Xã được chia thành 5 ấp: Bình Cang, Bình Sơn, Bình Thủy, Bình Xuyên, Kỳ Châu.